# Luéyi Dovy
Luéyi Dovy (Marsiglia, 27 agosto 1985) è un velocista francese.
In carriera è stato campione mondiale della staffetta 4×100 metri a Helsinki 2005.

## Palmarès
| Anno | Manifestazione          | Sede     | Evento      | Risultato  | Prestazione | Note                                    |
| ---- | ----------------------- | -------- | ----------- | ---------- | ----------- | --------------------------------------- |
| 2004 | Mondiali indoor         | Budapest | 60 m piani  | Semifinale | 6"76        |                                         |
| 2005 | Giochi del Mediterraneo | Almería  | 100 m piani | Argento    | 10"40       |                                         |
| 2005 | Mondiali                | Helsinki | 4×100 m     | Oro        | 38"08       | Miglior prestazione mondiale stagionale |